# Isar (riu)
L'Isar és el tercer riu més llarg de Baviera, a Alemanya, amb 295 km de llargada. El seu nom és d'origen cèltic, de la paraula Isaria que significa torrencial.
El naixement del riu està situat als Alps d'Àustria, no gaire lluny de la frontera amb Alemanya, a la zona alpina de Karwendel. El riu entra a Alemanya per la ciutat de Mittenwald. Des d'aquí, el riu es dirigeix cap al nord passant per Sylvenstein, Lenggries, Bad Tölz, Geretsried, Wolfratshausen, la capital de Baviera, Múnic i partir d'aquí va cap al nord-est per Freising, Moosburg i Landshut fins a Deggendorf, on finalment desemboca al Danubi. Entre els hàbitats d'Europa central, els rius alpins es troben entre els més alterats per l'home durant els darrers cent anys. El riu Isar es troba així protegit.

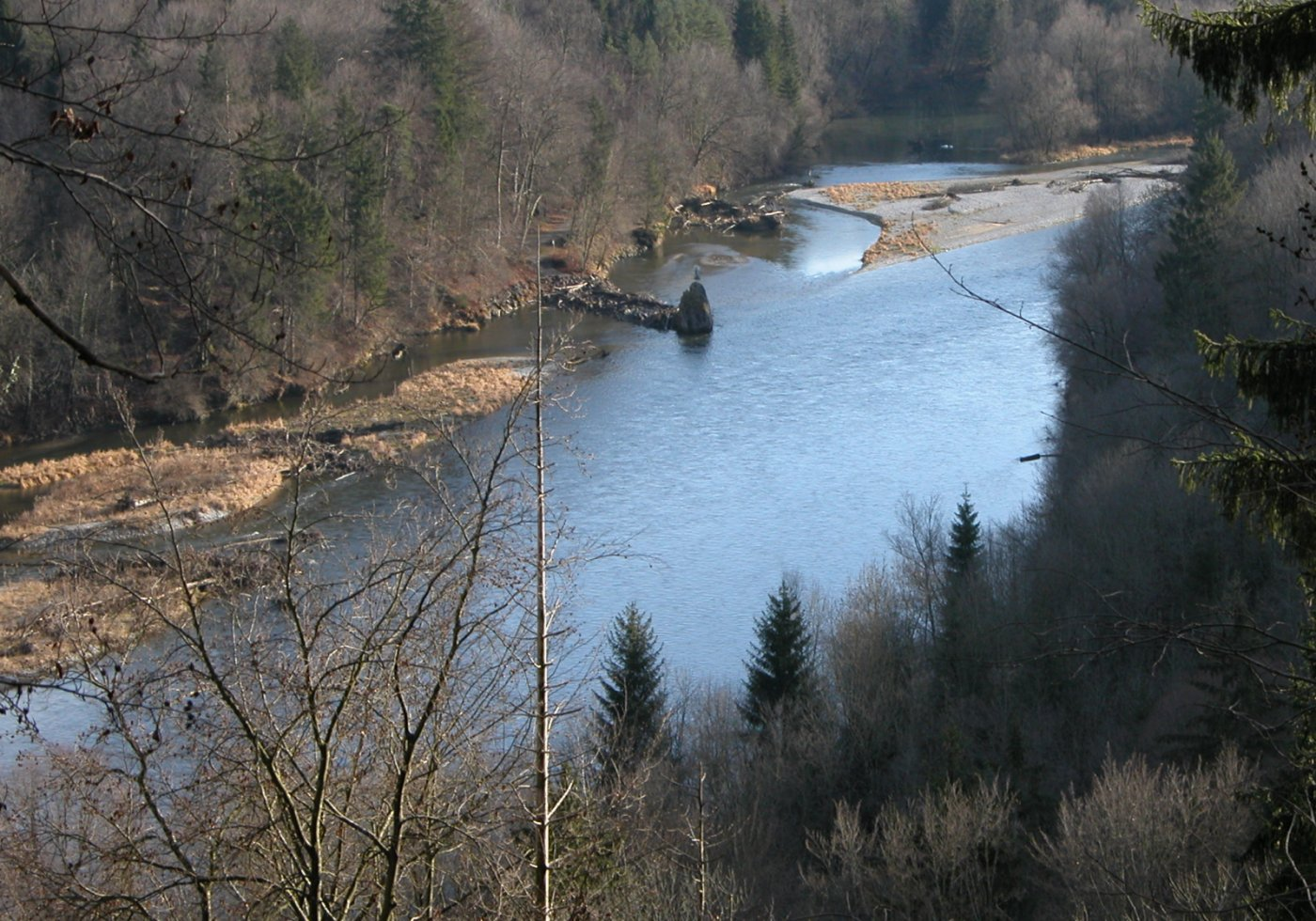
L'Isar al seu pas per Georgenstein

Els seus afluents més importants són el Loisach i l'Amper.
Les inundacions que provoca són ara menors gràcies a la construcció els anys 50 de la presa de Sylvenstein per a la producció d'electricitat. En la dècada dels 2000 es va implementar un pla per reduir els risc d'inundacions. La planificació i la implementació van ser responsabilitat de l'Oficina Regional de Gestió de l'Aigua i de la ciutat de Munic. Es van eliminar els terraplens i es va ampliar el llit del riu, establint connexions amb les planes inundables dels voltants. Es van construir rampes de roca del llit del riu perquè els peixos poguessin tornar a moure's riu amunt.